# Draba obovata
Draba obovata är en korsblommig växtart som beskrevs av George Bentham. Draba obovata ingår i släktet drabor, och familjen korsblommiga växter. IUCN kategoriserar arten globalt som nära hotad. Inga underarter finns listade i Catalogue of Life.